# H.J. Heinz Company
H.J. Heinz Company er et fødevarefirma, måske mest berømt for dets ketchup kaldet "Heinz Tomato Ketchup".
I en pressemeddelelse blev det den 14. februar 2013 meddelt at virksomheden overtages af et konsortium ejet af Berkshire Hathaway og 3G Capital. Den samlede købspris på 28 mia. USD oplyses til at være den hidtil største i fødevarebranhcen.